# Sofia Giordano
Sofia Giordano, anche nota come Sofia Clerc, Sofia Clerk, Sofia Le Clerc e Sofia Leclerk (Torino, 1778 – 1829), è stata una pittrice italiana.

## Biografia

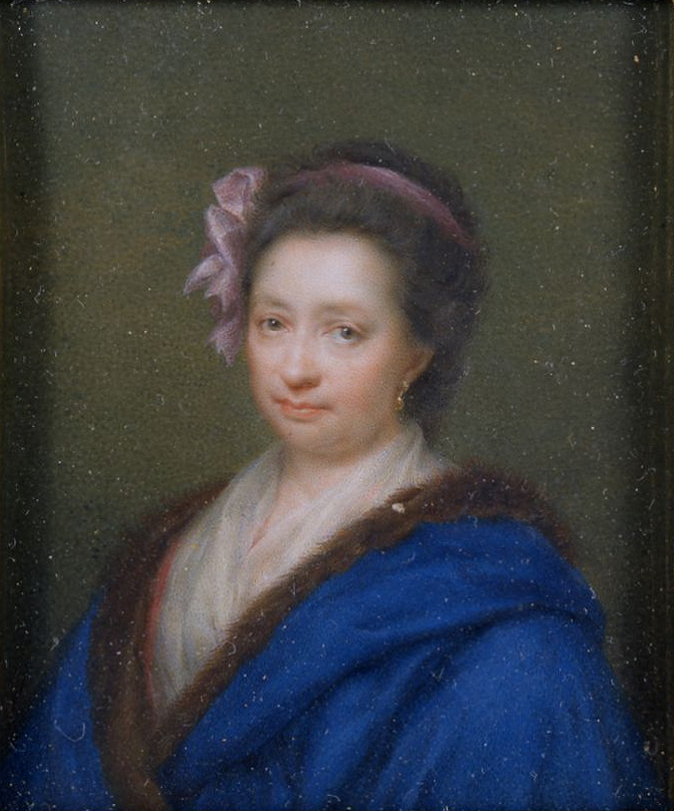
Ritratto di Theresa Concordia Mengs, coniugata von Maron - Galleria Sabauda

Nacque da genitori poveri. Dimostrò un talento precoce per il disegno e il pittore Pietro Jacopo Palmieri le raccomandò ulteriori studi, in cui fu sostenuta dal banchiere Giacinto Vinay. A 18 anni si recò a Roma per studiare miniatura e pastello con Theresa Maron, sorella del più noto pittore neoclassico Anton Raphael Mengs e moglie del pittore Anton von Maron. Durante questo periodo divenne membro dell'Accademia Nazionale di San Luca, in tale occasione Giovanni Domenico Cherubini ne dipinse un ritratto, tuttora custodito dall'Accademia. Durante questo periodo del suo studio, dipinse tre opere a pastello prima di dedicarsi alla pittura di miniature su avorio. 
Dopo alcuni anni Vinay le chiese di tornare a Torino, dove divenne membro Accademia delle Scienze di Torino. Nel 1803 sposò il chirurgo Giovanni Giordano, continuando a dipingere ed esporre sotto il suo cognome da nubile. Ha continuato a produrre pastelli e ha iniziato a lavorare anche a olii su tela. Nel 1812 l'Accademia di Torino le conferì una medaglia d'oro per il suo lavoro. Giordano ebbe due figli e morì di febbre nervosa.
L'opera di Giordano ottenne, tra gli altri, il plauso di Napoleone Bonaparte. Un ritratto a pastello di Giacinto Vinay è nella collezione di Palazzo Mazzetti ad Asti.